# Primorsko (huyện)
Primorsko là một huyện thuộc tỉnh Burgas, Bungaria. Dân số thời điểm năm 2001 là 4079 người.